# Ebenezer Prout
Ebenezer Prout ([praʊt]; Oundle, 1º marzo 1835 – Canterbury, 5 dicembre 1909) è stato un musicologo, scrittore, insegnante e compositore inglese, i cui insegnamenti, in seguito incarnati in una serie di opere standard tuttora utilizzate, hanno sostenuto il lavoro di molti musicisti inglesi classici delle generazioni successive.

## Biografia
Prout nacque a Oundle. Studiò pianoforte con Charles Salaman, ma è stato anche autodidatta. Frequentò l'Università di Londra per una carriera da studioso, ma scelse quella musicale per il suo amore per la musica. Dal 1861 al 1873 fu organista della Union Chapel, Islington. Dal 1861 al 1885 fu professore di pianoforte alla Crystal Palace School of Art. Ricevette i primi premi per un quartetto d'archi (1862) e un quartetto per pianoforte (1865) della Society of British Musicians. Nel 1871-74 divenne editorialista del Monthly Musical Record e nel 1874-79 fu critico musicale per Academy. Nel 1863 fu uno dei primi ventuno membri del Royal College of Organists.
Nel 1879 fu nominato professore di armonia e composizione alla Royal Academy of Music di Londra e divenne critico musicale dell'Athenaeum. Nel 1884 divenne professore alla Guildhall School of Music. Nel 1894 fu nominato professore di musica all'Università di Dublino, ricevendo un Mus.Doc. onorario l'anno seguente. Durante questo periodo non solo insegnò ai suoi studenti, ma tenne una serie di conferenze pubbliche memorabili, in particolare una sulle cantate di Bach illustrate dai cantanti che aveva formato.
Sempre a questo periodo appartengono le sue principali opere teoriche, che diventarono dei classici e sono state tradotte in molte lingue. Prout ha curato le composizioni di molti classici, non ultimi gli oratori di Händel. Era direttamente interessato alla riscoperta delle parti originali per strumento a fiato del Messia, dalle quali nel 1902 furono introdotte nuove partiture complete e vocali alla Royal Society of Musicians. Fu inoltre compositore di concerti, musica sacra e musica da camera.
Come redattore, Prout rifletteva le pratiche del suo tempo in quanto si sentiva giustificato nel rimpiazzare i fraseggi e le espressioni di Handel con i suoi gusti personali. A questo riguardo Prout differiva dal suo contemporaneo Friedrich Chrysander, che fu il primo a produrre un rimaneggiamento che tentava di trasmettere le intenzioni del compositore.
Tra i molti studenti di Prout c'erano Arthur Goring Thomas, Eugen d'Albert, John Waterhouse, Henry Wood e Edward German.
Anche suo figlio Louis Beethoven Prout (nato ad Hackney, 1864) fu uno scrittore di teoria musicale, essendosi formato sotto il padre alla Royal Academy e diventando professore alla Guildhall School. Le principali opere di Louis Beethoven Prout sono un'Analisi delle 48 fughe di Bach (Weekes), Analisi armonica (Augener), Punti di vista nuovi sull'armonia (Augener) e Tempo, ritmo ed espressione (Augener). Inoltre Louis Beethoven Prout era un entomologo di spicco, essendo una delle principali autorità sulle Geometridae, o falene geometriche.
Ebenezer Prout morì a Canterbury.

## Composizioni

### Orchestra
- Concerto n. 1 in Mi minore per organo e orchestra, Op. 5
- Concerto n. 2 in Mi bemolle maggiore per organo e orchestra, Op. 35
- Minuet and Trio per orchestra, Op. 14
- Suite de ballet per orchestra, Op. 28 (1892)
- Sinfonia n. 1
- Sinfonia n. 2
- Sinfonia n. 3 in Fa maggiore, Op. 22 (1885)
- Sinfonia n. 4

### Camera e strumentale
- Concertante Duet in La maggiore per piano e harmonium
- Piano Quartet n. 1 in Do maggiore, Op. 2 (1865)
- Piano Quartet n. 2 in Fa maggiore, Op. 18
- Piano Quintet in Sol maggiore, Op. 3
- Romance in Fa maggiore per viola e piano, Op. 32
- Sonata per organo, Op. 4
- Sonata per flauto e piano, Op. 17 (1883)
- Sonata in Re maggiore per clarinetto (o viola) e piano, Op. 26 (1890)
- String Quartet n. 1, Op. 1
- String Quartet n. 2 in Si bemolle maggiore, Op. 15
- Organ arrangements

### Voce
- Magnificat per solo voici, coro e orchestra, Op. 7
- Evening Service (Magnificat e Nunc dimittis) in Mi bemolle maggiore per quartetto solista, coro, orchestra e organo, Op. 8
- Hereward (Hereward the Wake), Dramatic Cantata, Op. 12; parole di William Grist
- The Morning and Evening Service Together with the Office for the Holy Communion, Adattata la musica nella chiave di Fa, Op. 13
- Alfred (King Alfred), Dramatic Cantata, Op. 16; parole di William Grist
- Freedom, Ode per baritono solo, coro e orchestra, Op. 20; parole di Peter Taylor Forsyth
- Queen Aimée, or The Maiden's Crown, Cantata per voci femminili (soli e coro) e piano, Op. 21; parole di Jetty Vogel
- The Hundredth Psalm per soprano solo, coro e orchestra (organo ad lib.), Op. 23
- The Red Cross Knight, Cantata drammatica in 6 scene, Op. 24; parole di William Grist
- Damon and Phintias, Cantata drammatica per voci maschili (soli e coro) e orchestra, Op. 25; parole di R.W. Bloor

## Opere teoriche
- Harmony, its Theory and Practice (1889, rev. 1901: 20 editions by 1903)
- Counterpoint (1890)
- Double Counterpoint and Canon (1891)
- Fugue (1891)[4]
- Fugal Analysis (1892)
- Musical Form (1893)
- Applied Forms (1895)
- The Orchestra, Vol I (1898)
- The Orchestra, Vol II (1899)

## Aggiustamenti buffi alle fughe di Bach
Prout è anche ricordato per l'adattamento di parole stravaganti ai temi principali delle fughe di Bach e in particolare tutte le fughe dai 48 preludi e fughe di Bach..